# Norinco HP9-1
La Norinco HP9-1, también conocida como Norinco N870-14.00, es una escopeta de corredera fabricada por la empresa china Norinco.

## Descripción
Esta escopeta de calibre 12 tiene un cañón de 14 pulgadas (36 cm) y un acabado fosfatado resistente a la oxidación. Es una copia cercana de la Remington 870, un diseño ampliamente distribuido que ya no está protegido por patente, y la mayoría de las piezas se pueden intercambiar libremente. Compacta, confiable y asequible, es popular entre los cazadores y otros que trabajan o recrean en el hábitat del oso pardo.
Las versiones de cañón más largo (de 18" como mínimo) también están disponibles para su compra en Estados Unidos, donde la propiedad de escopetas de cañón corto requiere un timbre fiscal de $ 200. En los Estados Unidos, donde los productos Norinco son específicamente no importables, esta escopeta se importa y se vende bajo los nombres Norinco Hawk 982 e Interstate Hawk 982.

## Variantes
Tipo 97variante original sin ningún tipo de culata.
Tipo 97-1con culata fija o plegable lateralmente.
Tipo 97-2alimentada desde un cargador extraíble recto, en lugar del depósito tubular.
Serie HawkVariante de exportación con varias configuraciones.

## Usuarios
- China: Ejército Popular de Liberación
  - Policía Armada del Pueblo
- Irak: Peshmerga